# Treća Liga 2016
La Treća Liga 2016 è la 2ª edizione del campionato di football americano di terzo livello, organizzato dalla SAAF.

## Squadre partecipanti
| Club                  | Città     | Stadio | Sponsor ufficiale | Risultato nella stagione 2015 |
| --------------------- | --------- | ------ | ----------------- | ----------------------------- |
| Bečej Vidre           | Bečej     |        |                   |                               |
| Bor Golden Bears      | Bor       |        | Avala             |                               |
| Klek Knights          | Zrenjanin |        |                   |                               |
| Kraljevo Royal Crowns | Kraljevo  |        |                   |                               |
| Novi Sad Wild Dogs    | Novi Sad  |        |                   |                               |
| Obrenovac Hawks       | Obrenovac |        |                   |                               |
| Šabac Sharks          | Šabac     |        |                   |                               |
| Smederevo Bedemi      | Smederevo |        |                   |                               |
| Sofia Bears           | Sofia     |        |                   |                               |

## Stagione regolare

### Calendario

#### 1ª giornata
| Obrenovac 3 aprile 2016, ore 11:00 | Obrenovac Hawks | 0 – 7 (0-0 0-0 0-7 0-0) referto | Novi Sad Wild Dogs | FK Krtinska |

| Zrenjanin 3 aprile 2016, ore 15:00 | Klek Knights | 37 – 2 (19-0 12-0 0-2 6-0) referto | Bečej Vidre | SC Mala Amerika |

#### 2ª giornata
| Brestovac 17 aprile 2016, ore 13:00 | Bor Golden Bears | 6 – 41 (6-13 0-7 0-15 0-6) referto | Sofia Bears | FK Brestovac |

| Kraljevo 17 aprile 2016, ore 15:00 | Kraljevo Royal Crowns | 30 – 0 (6-0 6-0 0-0 18-0) referto | Smederevo Bedemi | FK Mangnohrom |

| Šabac 17 aprile 2016, ore 15:00 | Šabac Sharks | 33 – 36 (12-6 0-8 14-16 7-6) referto | Klek Knights | Gradski stadion |

#### 3ª giornata
| Bečej 24 aprile 2016, ore 15:00 | Bečej Vidre | 6 – 32 referto | Obrenovac Hawks | Gradski stadion "Kraj Tise" |

#### 4ª giornata
| Obrenovac 15 maggio 2016, ore 11:00 | Obrenovac Hawks | 8 – 14 (8-0 0-14 0-0 0-0) referto | Šabac Sharks | FK Krtinska |

| Bor 15 maggio 2016, ore 12:00 | Bor Golden Bears | 8 – 0 (8-0 0-0 0-0 0-0) referto | Kraljevo Royal Crowns | FK Rudar |

| Kraljevo 15 maggio 2016, ore 13:00 | Sofia Bears | 46 – 0 referto | Smederevo Bedemi | FK Mangnohrom |

#### Recuperi 1
| Novi Sad 22 maggio 2016, ore 15:00 | Novi Sad Wild Dogs | 19 – 8 (6-0 6-2 7-6 0-0) referto | Bečej Vidre | Wild Dogs Kennel |

#### 5ª giornata
| Zrenjanin 28 maggio 2016, ore 17:00 | Klek Knights | 38 – 0 (6-0 12-0 8-0 12-0) referto | Obrenovac Hawks | Vojni stadion |

| Smederevo 29 maggio 2016, ore 12:00 | Smederevo Bedemi | 14 – 38 (0-14 8-0 0-8 6-16) referto | Bor Golden Bears | FK Semendrija |

| Kraljevo 29 maggio 2016, ore 15:00 | Kraljevo Royal Crowns | 0 – 14 (0-7 0-7 0-0 0-0) referto | Sofia Bears | Stadio di atletica |

| Šabac 29 maggio 2016, ore 16:00 | Šabac Sharks | 6 – 13 (0-0 0-0 6-0 0-13) referto | Novi Sad Wild Dogs | Gradski stadion |

#### 6ª giornata
| Novi Sad 11 giugno 2016, ore 17:00 | Novi Sad Wild Dogs | 14 – 6 (0-0 14-0 0-0 0-6) referto | Klek Knights | Wild Dogs Kennel |

| Bečej 12 giugno 2016, ore 16:00 | Bečej Vidre | 13 – 14 (0-6 7-0 6-0 0-8) referto | Šabac Sharks | OFK Bečej 1918 |

### Classifiche
Le classifiche della regular season è la seguente:
- PCT = percentuale di vittorie, G = partite giocate, V = partite vinte,  P = partite perse, PF = punti fatti, PS = punti subiti

#### Grupa Sever
| Pos. | Squadra            | PCT   | G | V | N | P | PF  | PS  |
| ---- | ------------------ | ----- | - | - | - | - | --- | --- |
| 1    | Novi Sad Wild Dogs | 1.000 | 4 | 4 | 0 | 0 | 53  | 20  |
| 2    | Klek Knights       | .750  | 4 | 3 | 0 | 1 | 117 | 49  |
| 3    | Šabac Sharks       | .500  | 4 | 2 | 0 | 2 | 67  | 70  |
| 4    | Obrenovac Hawks    | .250  | 4 | 1 | 0 | 3 | 40  | 65  |
| 5    | Bečej Vidre        | .000  | 4 | 0 | 0 | 4 | 29  | 102 |

#### Grupa Jug
| Pos. | Squadra               | PCT   | G | V | N | P | PF  | PS  |
| ---- | --------------------- | ----- | - | - | - | - | --- | --- |
| 1    | Sofia Bears           | 1.000 | 3 | 3 | 0 | 3 | 101 | 6   |
| 2    | Bor Golden Bears      | .667  | 3 | 2 | 0 | 1 | 52  | 55  |
| 3    | Kraljevo Royal Crowns | .333  | 3 | 1 | 0 | 2 | 30  | 22  |
| 4    | Smederevo Bedemi      | .000  | 3 | 0 | 0 | 3 | 14  | 114 |

## Playoff

### Tabellone
|  | Quarti di finale      | Quarti di finale      | Quarti di finale |                  |                    | Semifinali         | Semifinali | Semifinali |  |  | Finale | Finale | Finale |  |
|  |                       |                       |                  |                  |                    |                    |            |            |  |  |        |        |        |  |
|  | Novi Sad Wild Dogs    | Novi Sad Wild Dogs    | 28               |                  |                    |                    |            |            |  |  |        |        |        |  |
|  | Novi Sad Wild Dogs    | Novi Sad Wild Dogs    | 28               |                  |                    |                    |            |            |  |  |        |        |        |  |
|  | Smederevo Bedemi      | Smederevo Bedemi      | 0                |                  |                    |                    |            |            |  |  |        |        |        |  |
|  | Smederevo Bedemi      | Smederevo Bedemi      | 0                |                  | Novi Sad Wild Dogs | Novi Sad Wild Dogs | 6          |            |  |  |        |        |        |  |
|  |                       |                       |                  |                  | Novi Sad Wild Dogs | Novi Sad Wild Dogs | 6          |            |  |  |        |        |        |  |
|  |                       |                       | Klek Knights     | Klek Knights     | 0                  |                    |            |            |  |  |        |        |        |  |
|  | Klek Knights          | Klek Knights          | Klek Knights     | Klek Knights     | 0                  | 30                 |            |            |  |  |        |        |        |  |
|  | Klek Knights          | Klek Knights          |                  |                  |                    |                    |            |            |  |  |        |        |        |  |
|  | Kraljevo Royal Crowns | Kraljevo Royal Crowns | 20               |                  |                    |                    |            |            |  |  |        |        |        |  |
|  | Kraljevo Royal Crowns | Kraljevo Royal Crowns | 20               |                  | Novi Sad Wild Dogs | Novi Sad Wild Dogs | 0          |            |  |  |        |        |        |  |
|  |                       |                       |                  |                  |                    |                    |            |            |  |  |        |        |        |  |
|  |                       |                       | Sofia Bears      | Sofia Bears      | 28                 |                    |            |            |  |  |        |        |        |  |
|  | Sofia Bears           | Sofia Bears           | Sofia Bears      | Sofia Bears      | 28                 | 57                 |            |            |  |  |        |        |        |  |
|  | Sofia Bears           | Sofia Bears           |                  |                  |                    |                    |            |            |  |  |        |        |        |  |
|  | Obrenovac Hawks       | Obrenovac Hawks       | 0                |                  |                    |                    |            |            |  |  |        |        |        |  |
|  | Obrenovac Hawks       | Obrenovac Hawks       | 0                |                  | Sofia Bears        | Sofia Bears        | 28         |            |  |  |        |        |        |  |
|  |                       |                       |                  |                  | Sofia Bears        | Sofia Bears        | 28         |            |  |  |        |        |        |  |
|  |                       |                       | Bor Golden Bears | Bor Golden Bears | 12                 |                    |            |            |  |  |        |        |        |  |
|  | Bor Golden Bears      | Bor Golden Bears      | Bor Golden Bears | Bor Golden Bears | 12                 | 36                 |            |            |  |  |        |        |        |  |
|  | Bor Golden Bears      | Bor Golden Bears      |                  |                  |                    |                    |            |            |  |  |        |        |        |  |
|  | Šabac Sharks          | Šabac Sharks          | 12               |                  |                    |                    |            |            |  |  |        |        |        |  |

### Quarti di finale
| Kraljevo 26 giugno 2016, ore 11:00 | Sofia Bears | 57 – 0 (9-0 22-0 7-0 19-0) referto | Obrenovac Hawks | FK Mangnohrom |

| Bor 26 giugno 2016, ore 15:00 | Bor Golden Bears | 36 – 12 (0-0 14-6 8-0 14-6) referto | Šabac Sharks | FK Rudar |

| Novi Sad 2 luglio 2016, ore 17:00 | Novi Sad Wild Dogs | 28 – 0 (0-0 14-0 7-0 7-0) referto | Smederevo Bedemi | Wild Dogs Kennel |

| Zrenjanin 3 luglio 2016, ore 17:00 | Klek Knights | 30 – 20 (8-8 8-0 8-0 6-12) referto | Kraljevo Royal Crowns | Vojni stadion |

### Semifinali
| Kraljevo 10 luglio 2016, ore 13:00 | Sofia Bears | 28 – 12 referto | Bor Golden Bears | FK Mangnohrom |

| Novi Sad 16 luglio 2016, ore 18:00 | Novi Sad Wild Dogs | 6 – 0 (6-0 0-0 0-0 0-0) referto | Klek Knights | Wild Dogs Kennel |

### Finale
| Novi Sad 24 luglio 2016, ore 17:00 | Novi Sad Wild Dogs | 0 – 28 (0-15 0-7 0-6 0-0) referto | Sofia Bears | Wild Dogs Kennel |

## Verdetti
- Sofia Bears promossi in Druga Liga 2017

## Marcatori
| Giocatore    | Sq.                | TD rush | TD recv | TD int | TD p.ret | TD k.ret | TD oth | Xp1  | Xp2 | FG  | Saf | Totale |
| ------------ | ------------------ | ------- | ------- | ------ | -------- | -------- | ------ | ---- | --- | --- | --- | ------ |
| L. Škorić    | Klek Knights       | 4+1     | 0+0     | 0+1    | 0+0      | 0+0      | 0+0    | 0+0  | 2+1 | 0+0 | 0+0 | 42     |
| Stamenov     | Sofia Bears        | 0+0     | 1+1     | 0+1    | 0+0      | 0+0      | 0+2    | 2+10 | 0+0 | 0+0 | 0+0 | 42     |
| Tašev        | Sofia Bears        | 0+0     | 1+1     | 0+0    | 0+0      | 0+0      | 1+3    | 0+0  | 1+0 | 0+0 | 0+0 | 38     |
| Stojković    | Klek Knights       | 1+0     | 2+1     | 0+0    | 0+0      | 1+0      | 0+0    | 0+0  | 1+0 | 0+0 | 0+0 | 30     |
| 2 giocatori  | 24                 |         |         |        |          |          |        |      |     |     |     |        |
| 2 giocatori  | 22                 |         |         |        |          |          |        |      |     |     |     |        |
| 2 giocatori  | 20                 |         |         |        |          |          |        |      |     |     |     |        |
| 6 giocatori  | 18                 |         |         |        |          |          |        |      |     |     |     |        |
| 2 giocatori  | 14                 |         |         |        |          |          |        |      |     |     |     |        |
| 11 giocatori | 12                 |         |         |        |          |          |        |      |     |     |     |        |
| Bogdanov     | Sofia Bears        | 0+0     | 0+0     | 0+0    | 0+0      | 0+0      | 0+1    | 2+0  | 0+0 | 0+1 | 0+0 | 11     |
| Stojanović   | Obrenovac Hawks    | 1       | 0       | 0      | 0        | 0        | 0      | 0    | 2   | 0   | 0   | 10     |
| Bosanac      | Novi Sad Wild Dogs | 0+0     | 0+0     | 0+0    | 0+0      | 0+0      | 0+0    | 5+4  | 0+0 | 0+0 | 0+0 | 9      |
| 3 giocatori  | 8                  |         |         |        |          |          |        |      |     |     |     |        |
| 19 giocatori | 6                  |         |         |        |          |          |        |      |     |     |     |        |
| Manić        | Bor Golden Bears   | 0+0     | 0+0     | 0+0    | 0+0      | 0+0      | 0+0    | 0+0  | 1+1 | 0+0 | 0+0 | 4      |
| ?            | Sofia Bears        | 0       | 0       | 0      | 0        | 0        | 0      | 3    | 0   | 0   | 0   | 3      |
| 11 giocatori | 2                  |         |         |        |          |          |        |      |     |     |     |        |
| 3 giocatori  | 1                  |         |         |        |          |          |        |      |     |     |     |        |

- Miglior marcatore della stagione regolare: L. Škorić ( Klek Knights), 28
- Miglior marcatore dei playoff: Stamenov ( Sofia Bears), 34
- Miglior marcatore della stagione: L. Škorić ( Klek Knights) e Stamenov ( Sofia Bears), 42